# Yátor

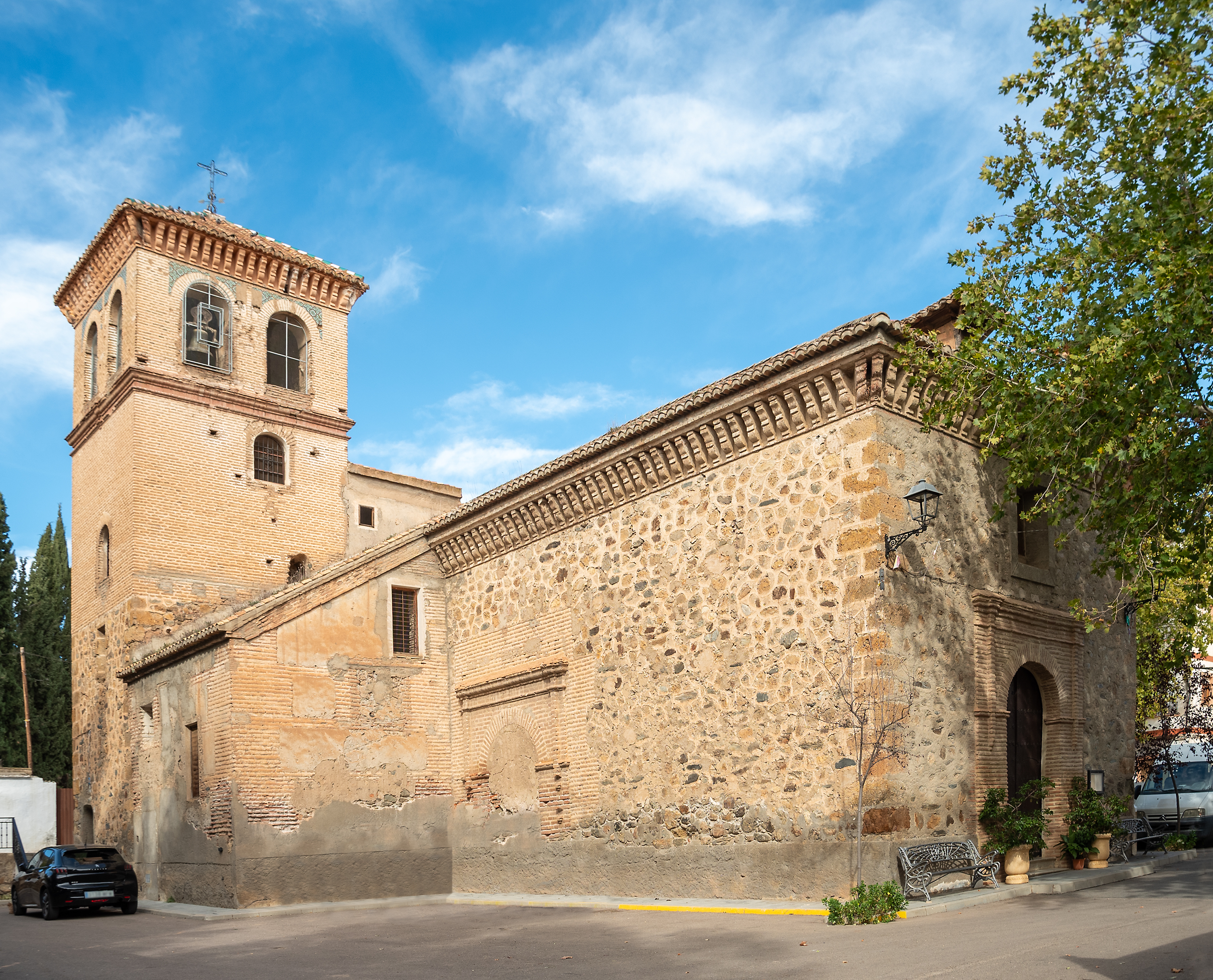
Iglesia de San Sebastián, en Yátor

Yátor es una localidad y pedanía española perteneciente al municipio de Cádiar, en la provincia de Granada, comunidad autónoma de Andalucía. Está situada en la parte centro-este de la comarca de la Alpujarra Granadina. Cerca de esta localidad se encuentran los núcleos de Narila, Golco, Mecina Bombarón, Alcútar, Bérchules y Jorairátar.

## Historia
Antes conocida como "Zátor", Yátor fue un municipio independiente hasta que, en 1972, se fusionó con Cádiar.
El escritor Pedro Antonio de Alarcón menciona a este pueblo en su obra 'La Alpujarra' (1873):

No habíamos subido el primer escalón de la Cordillera, cuando nos encontramos en otro alegre y pintoresco pueblecillo, todavía perteneciente al valle más que a la montaña. Era Yátor, lugar de 717 almas, situado a orillas de su impetuoso río; Yátor, cantado por Zorrilla en su Poema de Granada; Yátor, muy digno ciertamente de tan gloriosa mención[...]
Pedro Antonio de Alarcón

También es citado varias veces por el hispanista Gerald Brenan en su libro 'Al sur de Granada' (1957). El escritor inglés comentó que era una aldea minera en la que sus hombres pasaban once meses en Linares mientras sus mujeres permanecían allí para cultivar la tierra. Por este motivo dice que el cura párroco de Yátor era el más feliz de La Alpujarra, por el número de mujeres que tenía para él sólo.

## Demografía
| Gráfica de evolución demográfica de Yátor entre 1842 y 1970 |
| |
| Población de derecho según los censos de población del INE Población de hecho según los censos de población del INEEn 1973 este municipio desaparece porque se integra en el municipio Cádiar |